# Пумпянский, Александр Борисович
Александр Борисович Пумпянский (род. 18 декабря 1940, Москва) — советский и российский журналист, редактор, сценарист.

## Биография
Родился в 1940 году в Москве. В 1963 году окончил МГИМО по специальности «журналист-международник».
Имеет дочь.

## Журналистика
С 1963 по 1978 год работал в газете «Комсомольская правда», прошёл путь от литературного сотрудника международного отдела до ответственного секретаря. В 1973 году стал собственным корреспондентом «Комсомольской правды» в Нью-Йорке. Был отозван из страны пребывания за статьи, в которых пытался дать объективную картину жизни в США, и вынужден уволиться из редакции «Комсомольской правды». 
В 1978 году занял пост заместителя главного редактора газеты «Московские новости», оставался на этой должности до 1985 года. В 1985 году перешёл на аналогичный пост в журнале «Новое время», где выполнял обязанности заместителя главного редактора до 1990 года. В августе 1990 года занял должность главного редактора «Нового времени». Являлся также владельцем журнала до 2006 года, когда права на журнал приобрёл холдинг REN Media Group. С 2007 года — независимый журналист, сотрудничает с «Новой газетой».
В 1988 году Александр Пумпянский был удостоен премии имени Вацлава Воровского. В марте 1998 года избран президентом Академии свободной прессы (АСП).

## Литературная деятельность
Александр Пумпянский — автор сценария документальных фильмов:
- Марш мира (1981)[3]
- Размышления о времени и мире (1985)[4]
- Звёздные войны (1987, с А. Бовиным)[5]
- Договор (1988)[6]
- Ядерная оспа (1988, с А. Бовиным)[7]
- Сила и слабость Президента (1990)[8]
- СССР — США: роман века (1990)[9]

Он также участвовал в создании документального сериала «Великая Отечественная».
Пумпянским написан ряд книг публицистического характера: 
- 1975 — Не во вторник на этой неделе. — М.: Молодая гвардия. — 200 с. — 100 000 экз.
- 1979 — Хэппенинг по вторникам. — М.: Советская Россия. — 109 с. — (По ту сторону).
- 1979 — На белом свете с черной кожей: Американские судьбы. — М.: Знание. — 64 с.
- 1983 — Бунтующая молодежь: Заметки о молодежи Запада. — М.: Знание.
- 1984 — Происшествие в окрестностях Голгофы. — М.: Советская Россия. — 336 с. — 50 000 экз.
- 2000 — Два вождя: Горбачев и Ельцин, которых мы боготворили и проклинали. — М.: Изд-во журнала «Новое время». — 20 с. — ISBN 5-930690-12-X.
- 2003 — Два вождя, или История как кораблекрушение. — М.: Вагриус, 2003. — 720 с. — 1000 экз. — ISBN 5-9560-0149-6.
- 2003 — Шалтай-болтай сидел на стене. — М.: Воскресение.
- 2008 — Палач на плахе и другие истории от мира сего. — М.: Международные отношения. — 576 с. — 1000 экз. — ISBN 978-5-7133-1310-4.
- 2009 — Чай — не виски. — М.: Комсомольская правда.
- 2011 — Дело Ходорковского, тираж 30 000, ISBN 978-5-94663-312-3.
- 2012 - Горбельцин. - М.: Издательский дом "ПоРог", 2012. - 256 с.- 1500 экз.- ISBN 978-5-902377-42-9.
- 2013 - Красное и желтое. Пресса от истмата до компромата - М.: Зебра Е. 2013. - 480 с. - 3000 экз. - ISBN 978-5-94663-984-2
- 2013 - Американские горки. От Мартина Лютера Кинга до Барака Обамы. От Бен Ладена до Джеймса Бонда. От "Форбса" до "Плейбоя" - М.: Планета, 2013.- 440 с. - 1000 экз. - ISBN 978-5-903162-41-3.
- 2016 - Шалтай-Болтай сидел на стене. - М.: Художественная литература, 2016.- 336 с.- 500 экз.- ISBN 978-5-280-03733-5.
- 2023. Звездный мир Михаила Горбачева.[уточнить]